# Енос
Ено́с (др.-евр. אֱנוֹשׁ בן שת‬ энош бен шет) — ветхозаветный персонаж, сын Сифа, отец Каинана; третий патриарх, начиная от Адама.
Согласно Книге Бытия, Енос прожил 905 лет.

## Варианты написания имени
Помимо написания Енос и Энош встречаются написания:
- Энос[9];
- Анош[10].

## Семья
В Книге Юбилеев упоминается имя жены Эноса (Еноса) — Ноама.
Мхитар Айриванеци упоминает жену Еноса Ноену.

## Толкование
В иудаизме
Еврейский комментатор Маймонид в книге «Мишнэ Тора» писал, что 

Во времена Еноса человечество совершило большую ошибку, и мудрецы того поколения давали необдуманные советы. Сам Енос был одним из тех, кто ошибался. Их ошибка заключалась в следующем: они говорили, что Бог создал звёзды и сферы, чтобы управлять миром. Он поставил их на высоте и относился к ним с почётом, сделав их слугами, которые служат перед Ним. Соответственно, подобает хвалить и прославлять их и относиться к ним с почтением. [Они уразумели] в том, что это была воля Бога, благословен Он, чтобы они возвеличивали и чтили тех, кого Он возвеличил и чтил, подобно тому, как царь желает, чтобы рабы, стоящие перед ним, были почитаемы. На самом деле, это является выражением чести царю.

В христианстве
Толкование на фразу из Книги Бытия, что во времена Еноса люди стали призывать имя Господа, отмечено в книге Владимира Мартынова «История богослужебного пения»: «Призывание имени Господа, начатое согласно Священному Писанию при Еносе, некоторыми отцами понимается как начало торжественного общественного служения, другими же толкуется как начало внутреннего сосредоточенного памятования о Боге или как стяжание умного вопля сердца. Как в том, так и в другом случае необходимо отвлечение внимания от всего земного и мирского и сосредоточение его на Небесном и Божественном».
Это подтверждается в «Толковой Библии» А. П. Лопухина :
«Малелеил в переводе означает: „хвала, слава Богу“, или „хвалящий, прославляющий Его“. Этим самым указывается, очевидно, на процветание религиозных интересов при Каинане, сыне Еноса — первого организатора служения Богу, в составе которого видное место занимало торжественное призывание и прославление Творца, Промыслителя мира и Искупителя человечества».
В Энциклопедическом словаре Брокгауза и Ефрона говорится о том же: «По-еврейски это имя означает слабый, немощный; носитель его отмечает собой момент полного разделения двух поколений — сифитов и каинитов. В то время как последние, гордые своими силами, всецело отдались материальной культуре, первые всю свою надежду возлагали на Бога и ввели правильное богослужение. Сифиты с этого времени стали называться сынами Божьими, в отличие от каинитов, как сынов человеческих».